# Kenta Matsuda
Kenta Matsuda (松田 賢太 Matsuda Kenta?, nacido el 22 de agosto de 1984 en Iwate) es un exfutbolista japonés. Jugaba de centrocampista y su único club fue el Grulla Morioka de Japón.

## Trayectoria

### Clubes
| Club           | País  | Año         |
| -------------- | ----- | ----------- |
| Grulla Morioka | Japón | 2007 - 2016 |

## Estadística de carrera

### J. League
| Club           | Año   | J. League | J. League | Copa J. League | Copa J. League | Total | Total |
| Club           | Año   | Part.     | Goles     | Part.          | Goles          | Part. | Goles |
| -------------- | ----- | --------- | --------- | -------------- | -------------- | ----- | ----- |
| Grulla Morioka | 2014  | 29        | 1         | -              | -              | 29    | 1     |
| Grulla Morioka | 2015  | 35        | 5         | -              | -              | 35    | 5     |
| Grulla Morioka | 2016  | 1         | 0         | -              | -              | 1     | 0     |
| Total          | Total | 65        | 6         | 0              | 0              | 65    | 6     |